# Alain Besançon
Pour les articles homonymes, voir Besançon (homonymie).
Alain Besançon, né le 25 avril 1932 dans le 6e arrondissement de Paris et mort le 8 juillet 2023 dans le 7e arrondissement, est un historien et soviétologue français, membre de l'Académie des sciences morales et politiques.
Membre du Parti communiste français dans sa jeunesse, il rompt avec le communisme après la révélation des crimes staliniens qui intervient à partir de 1956, et adopte alors une position d'analyse critique de la question du totalitarisme. Devenu soviétologue, il suit une carrière universitaire à l'EHESS, où il est directeur d'études à partir de 1977, il enseigne à l'étranger et collabore à plusieurs revues et journaux. Revenu au catholicisme, il publie plusieurs ouvrages consacrés aux religions et à l'histoire du christianisme.

## Biographie

### Jeunesse et études
Alain Besançon est le fils du professeur Louis Justin-Besançon (1901-1989) et de Madeleine Delagrange (1903-1972), elle-même cousine du pharmacien Jacques Delagrange et copropriétaire avec ce dernier des Laboratoires Delagrange, commercialisant le Primpéran. Fils, petit-fils et frère de médecin, son enfance, ses études et son engagement politique sont connus en détail par un essai auto-biographique et critique qu'il a publié à Paris en 1987, Une génération.
Diplômé de l'Institut d'études politiques de Paris, agrégé d’histoire (1957), il a mené sa thèse de doctorat en histoire sous la direction de Roger Portal.
En 1954, il épouse Marie Goldstyn, juive française née en 1932 de parents polonais (Abraham et Rebecca Goldstyn). Celle-ci a vécu cachée pendant l’Occupation. Le couple aura quatre enfants.

### Parcours professionnel
Alain Besançon a été professeur de l'enseignement secondaire au lycée de Montpellier, au lycée Carnot de Tunis puis au lycée Pasteur de Neuilly-sur-Seine.
Il est devenu attaché de recherches au CNRS, de 1960 à 1964. Sa carrière universitaire s'est poursuivie à l'EHESS comme maître-assistant (1965), puis sous-directeur (1969), enfin directeur d'études (depuis 1977).
Il a également enseigné à l'Institut d'études politiques de Paris.
À l'étranger, il a enseigné dans de nombreuses institutions et universités aux États-Unis : Research Associate à l'université Columbia à New York (où il a reçu l'influence de Martin Malia), Visiting Professor à l'université de Rochester à New York, Visiting Scholar au Wilson Center, Kennan Institute à Washington, à la Hoover Institution à Stanford (en 1983 et 1984), puis à l'université de Princeton.
En Grande-Bretagne, il a été Visiting Fellow au All Souls College à Oxford (1986).
Le 4 novembre 1996, il est élu membre de l'Académie des sciences morales et politiques, dans la section « morale et sociologie » avant de passer dans la section « philosophie » en 1999.

### Appartenance à des revues scientifiques et journalisme
Alain Besançon est membre du comité de rédaction des Cahiers du monde russe depuis leur fondation en 1961 et membre du conseil de rédaction de la revue Commentaire depuis 1986. Il a également été éditorialiste à L'Express de 1983 à 1988. Il publie régulièrement des articles dans Le Figaro.

### Parcours idéologique
Il a été membre du Parti communiste français de 1951 à 1956. Son départ est lié à la révélation des crimes du stalinisme lors de la diffusion du rapport de Nikita Khrouchtchev. Il passe un an (1961-1962) en URSS : « Ce fut alors que, comme historien apprenti, je décidai d’explorer l’histoire de la Russie et de l’URSS afin de mieux comprendre ce qui m’était arrivé »,. 
On peut rapprocher cette démarche de sa volonté de porter un jugement sur les faits historiques. Selon Alain Besançon, l’enquête historique « doit conserver son sens judiciaire. L’enquête aboutit au jugement quand toutes les pièces ont été consultées et exactement pesées. » Il ajoute que « le procès de l’histoire russe » « au tribunal de l’histoire » est une « cause capitale entre toutes ».
Il se tourne spontanément après ses désillusions communistes vers le conservatisme libéral en épousant les idées de Raymond Aron qu'il rencontre en 1968.

### Mort
Il meurt à l'âge de 91 ans le 8 juillet 2023 à Paris, et est inhumé au cimetière du Montparnasse.

## Prises de positions

### Engagements politiques
Il a appartenu au Comité des intellectuels pour l'Europe des libertés.

### Lutte contre le négationnisme
En février 1979, il fait partie des 34 signataires de la déclaration rédigée par Léon Poliakov et Pierre Vidal-Naquet pour démonter la rhétorique négationniste de Robert Faurisson. Il se déclare cependant hostile à la loi Gayssot.

## Apports

### Soviétologie
Alain Besançon développe du communisme et du nazisme une analyse moins politique ou géopolitique que métaphysique et théologique : selon lui, le léninisme, source de tout système totalitaire, est une forme de gnose (Les Origines intellectuelles du léninisme, 1977). C’est, selon lui, dans la structure de la croyance totalitaire, et dans ses origines pseudo-chrétiennes - au premier rang desquelles le marcionisme - qu'il conviendrait de chercher la clé des énigmes bolchevique et hitlérienne. Dans Les Origines intellectuelles du léninisme, il utilise cette formule : « [Lénine] croit qu'il sait mais il ne sait pas qu'il croit ».
Dans le contexte des polémiques autour du Livre noir du communisme paru en 1997, il a interrogé dans son discours à l'Institut de France l'oubli des crimes communistes en regard de la mémoire des crimes de l'Allemagne nazie,.

### Histoire du christianisme
S'ajoute à ses centres d'intérêt une spécialité dans l'histoire du christianisme. Alain Besançon, lui-même revenu au catholicisme après plusieurs années au Parti communiste, étudie les résurgences d'hérésies anciennes dans l'Église contemporaine, ainsi que l'influence exercée sur la foi catholique par le socialisme et l'islam (Trois tentations dans l'Église, 1996). Son œuvre propose une approche méthodique, chrétienne et pluridisciplinaire du « Mal moderne » : dans son approche du totalitarisme, la tradition théologique vient épauler la recherche historique et la réflexion philosophique.
Dans L'Image interdite (Fayard, 1994), il étudie l'iconoclasme, mouvement multiforme qui condamne et détruit les images au nom de la lutte contre l'idolâtrie. Il explique, en Orient comme Occident, les raisons de cet anathème, qu'on retrouve chez Platon, à Byzance autour de 843, chez le théologien Calvin, chez le philosophe Hegel et jusqu'au peintre Malevitch.

## Romancier
Alain Besançon publie en 2008 un roman, Émile et les menteurs, dont le héros rappelle, de façon involontaire, Jérôme Kerviel, le trader de la Société générale.

## Publications
- Alain Besançon, « Un grand problème : la dissidence de la peinture russe (1860-1922) », Armand Colin, 1962, p. 252-282
- Le Tsarévitch immolé, 1967.
- Histoire et expérience du moi, 1971.
- Entretiens sur le Grand Siècle russe et ses prolongements (en collaboration), 1971.
- Éducation et société en Russie, 1974.
- L'Histoire psychanalytique, une anthologie, Mouton, 1974  ; « L'histoire psychanalytique. Une anthologie », sur gallica.bnf.fr/ark (consulté le 19 janvier 2023)
- Être russe au XIXe siècle, 1974.
- Court traité de soviétologie à l'usage des autorités civiles, militaires et religieuses, 1976 (préface de Raymond Aron).
- Les Origines intellectuelles du léninisme, Calmann-Lévy, 1977.
- La Confusion des langues : la crise idéologique de l'Église, 1978.
- « Soljénitsyne à Harvard », Commentaire, vol. 4 (hiver 1978) [19]
- Présent soviétique et passé russe, Livre de poche, Paris, 1980 (réédité : Hachette, Paris, 1986).
- Anatomie d'un spectre : l'économie politique du socialisme réel, Calmann-Lévy, Paris, 1981.
- Courrier Paris-Stanford (en collaboration), 1984.
- La Falsification du bien, Soloviev et Orwell, Julliard, 1985.
- Une génération, Julliard, 1987, Prix Eugène-Piccard de l'Académie française.
- Vendredis, 1989.
- L'Image interdite, une histoire intellectuelle de l'iconoclasme, 1994.
- Trois tentations dans l'Église, 1996.
- Aux sources de l’iconoclasme moderne, 1998.
- Le Malheur du siècle : sur le communisme, le nazisme et l'unicité de la Shoah, Fayard, 1998, 166 p.
- Émile et les menteurs, roman, 2008.
- Cinq Personnages en quête d'amour. Amour et religion, 2010. Évoque Ulysse, Pénélope, David, Bethsabée, Tristan et Iseut, Julie ou la Nouvelle Héloïse et Frédéric Moreau.
- Sainte Russie, 2012.
- Le Protestantisme américain. De Calvin à Billy Graham, 2013.
- Problèmes religieux contemporains, Éditions de Fallois, 2015.
- Contagions. Essais 1967-2015, Les Belles Lettres, 2018.

## Contributions
- L'identité de l'Europe, sous la direction de Chantal Delsol et Jean-François Mattéi, Les frontières de l'Europe, p 77, PUF, 2010

## Distinctions
- Officier de la Légion d'honneur (2006)[20]
- Commandeur de l'ordre des Palmes académiques
- Commandeur de l'ordre du Mérite de la république de Pologne